# Jean Porporato
Giovanni Giacomo »Jean« Bernardo Porporato, francoski dirkač dirk za Veliko nagrado, * 3. november, 1879, Torino, Italija, † ?.
Porporato je začel dirkati v sezoni 1907, ko je nastopil na dirki Targa Florio, na kateri je odstopil. V sezoni 1908 je dosegel četrto mesto na dirki Targa Florio, na dirki Targa Bologna pa je dosegel svojo edino zmago v karieri z dirkalnikom Berliet. V sezoni 1911 je nastopil na dirki Coupe des Voiturettes, na kateri je osvojil peto mesto, na dirki za Veliko nagrado Francije v sezoni 1913 je bil deveti, na dirki za Veliko nagrado Francije v naslednji sezoni 1914 pa je odstopil. Zadnjič je na kakšni od pomembnejših dirk nastopil leta 1925, ko je na dirki za 24 ur Le Mansa odstopil. V letih 1915 in 1920 je nastopil na ameriški dirki Indianapolis 500, obakrat pa je odstopil. 